# オトチェツ城

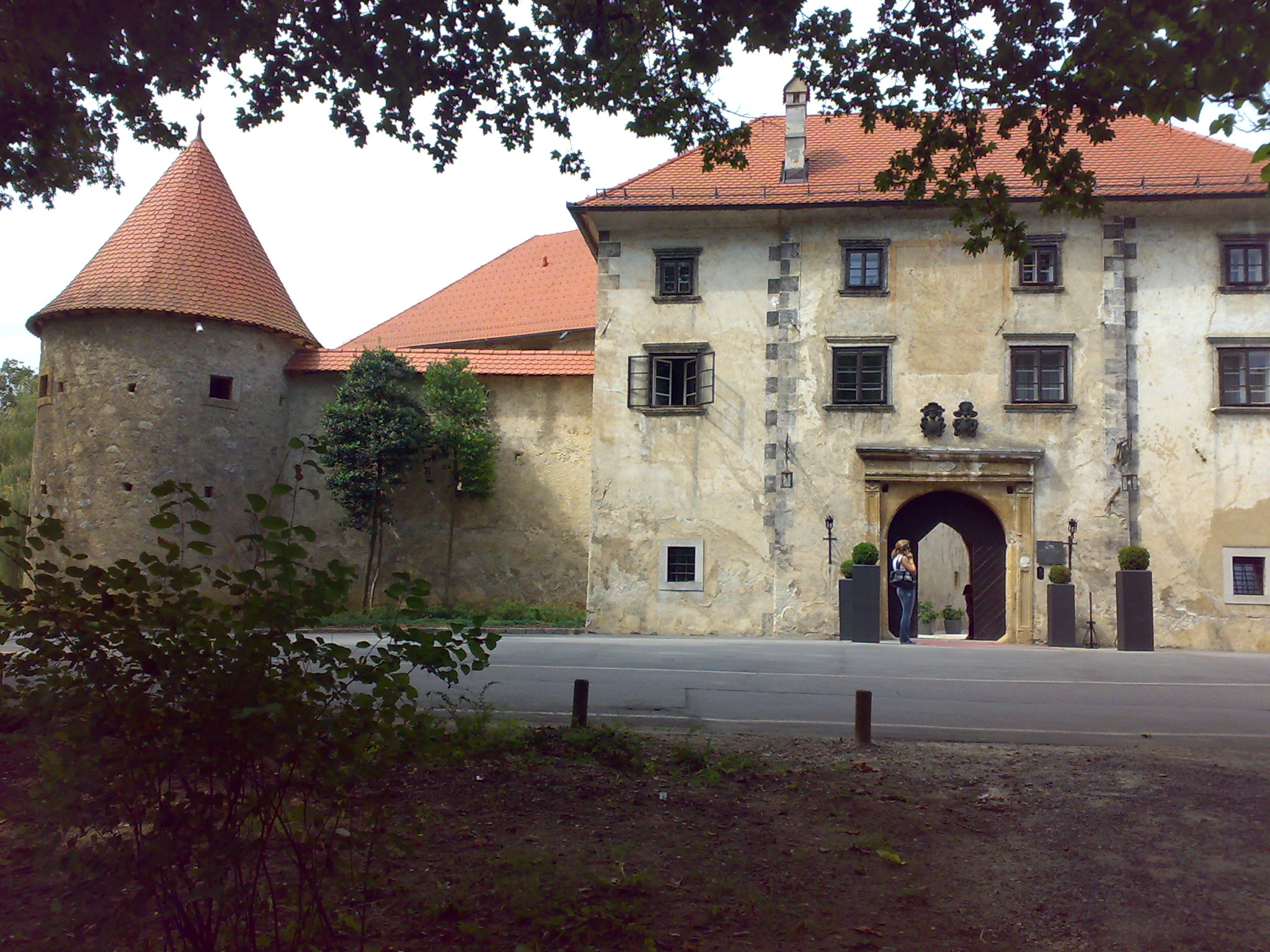
オトチェツ城

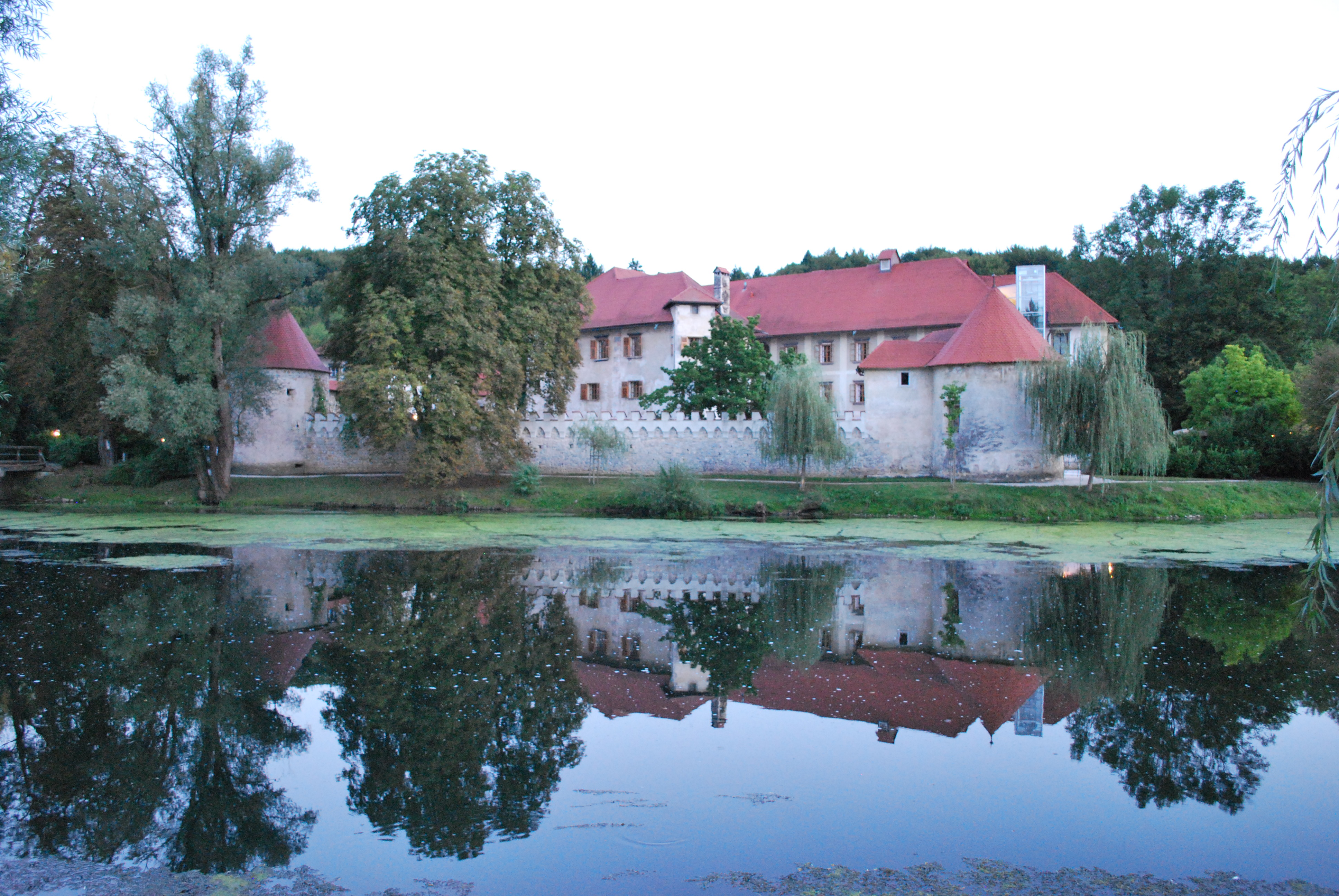
クルカ川から見た城

オトチェツ城（スロベニア語: Grad Otočec、英語: Otočec Castle、ドイツ語: Schloss Wördl）は、スロベニアのドレンスカ地方、ノヴォ・メストを流れるクルカ川の小さな中洲にある城である。スロベニアで唯一、川の中州に建てられている城である。かつてスロベニア国内には、中洲に建っていた城として、グーテンウェルツ城とコスタニェヴィツァ城が存在していたが、オトチェツ城のみが現存する。現在はホテルとして使用されている。「オトチェツ」 (Otočec) は、スロベニア語で、「小さな島」の意。